# Pericle Felici
Pericle Felici   (né le 1er août 1911 à Segni,  dans le Latium, Italie, et mort le 22 mars 1982 à Foggia) est un cardinal italien  de l'Église catholique du XXe siècle, nommé par le pape Paul VI.

## Biographie
Felici étudie à Rome. Après son ordination en 1933, il est professeur et recteur à l'Institut pontifical "Utriusque Iure", à l'Athénée pontifical de l'Apollinaire et auditeur à la Rote romaine.
Felici est nommé archevêque titulaire de Samosate (de) en 1960. Il est nommé secrétaire général du Concile Vatican II (1962-1965). En 1967, il est nommé pro-président du Conseil pontifical pour les textes législatifs dont il devient président après sa création cardinalice.
Le pape Paul VI le crée cardinal lors du consistoire du 26 juin 1967 avec le titre de cardinal-diacre de Sant'Apollinare alle Terme Neroniane-Alessandrine.
Il est nommé préfet du tribunal suprême de la Signature apostolique en 1977 et participe aux conclaves de 1978, lors desquels Jean-Paul Ier et Jean-Paul II sont élus. En tant que cardinal protodiacre, il a le très rare honneur de prononcer deux fois, et la même année, l'Habemus papam, et d'imposer le pallium aux deux papes nouvellement élus.
Au cours du premier consistoire ordinaire secret pour la création de nouveaux cardinaux du pape Jean-Paul II, il est élevé à l'ordre des cardinaux-prêtres, sa diaconie étant élevée pro hac vice comme paroisse.

## Succession apostolique
Pericle Felici a ordonné les évêques suivants :
- Cardinal Bolesław Filipiak (1976)
- Archevêque Ugo Donato Bianchi (it) (1977)